# Xã Hamilton, Quận Decatur, Iowa
Xã Hamilton (tiếng Anh: Hamilton Township) là một xã thuộc quận Decatur, tiểu bang Iowa, Hoa Kỳ. Năm 2010, dân số của xã này là 158 người.